# Befolkningsudskiftning
|  | Sammenskrivningsforslag Artiklen Befolkningsudskiftning er foreslået føjet ind i Den store udskiftning. (Siden maj 2025) Diskutér forslaget |

Befolkningsudskiftning henviser til ændret befolkningssammensætning ved indvandring. Betegnelsen anvendes særligt af modstandere af indvandring til Danmark i frygten for, at den oprindelige befolkning kommer i mindretal.
Dette begreb er først blevet aktuelt i slutningen af 1900-tallet og frem som følge af den stigende indvandring til Europa.